# شش روز، هفت شب
شش روز، هفت شب (به انگلیسی: Six Days, Seven Nights) فیلمی محصول سال ۱۹۹۸ و به کارگردانی ایوان رایتمن است. در این فیلم بازیگرانی همچون هریسون فورد، آن هیش، دیوید شویمر، تمورا موریسون، ژاکلین ابرادورز، آلیسون جانی، کلیف کرتیس، دنی ترخو، پینگ وو و ایمی سداریس ایفای نقش کرده‌اند.